# Beech Mountain Lakes
Beech Mountain Lakes es un lugar designado por el censo ubicado en el condado de Luzerne en el estado estadounidense de Pensilvania. En el año 2010 tenía una población de 2.022 habitantes.

## Geografía
Beech Mountain Lakes se encuentra ubicado en las coordenadas 41°2′28″N 75°55′55″O / 41.04111, -75.93194.